# Julio Arboleda
Julio Federico Arboleda Arroyo y Pombo O'Donell (Timbiquí, 9 de junio  de 1817-Berruecos, 13 de noviembre de 1862), conocido como El Poeta soldado, fue un esclavista, escritor, abogado, periodista, poeta, comerciante y político colombiano,miembro del Partido Conservador Colombiano. 
Arboleda pertenece a la generación de poetas de la literatura del Romanticismo, que cantaron al amor y a la naturaleza, en contraposición al racionalismo imperante pocos años antes.  
Su faceta de escritor, poeta y periodista se vio afectada en numerosas ocasiones por la agitada vida política de Colombia y por las luchas fratricidas que caracterizaron los enfrentamientos políticos del país durante el siglo XIX. Antes de tomar las armas, Arboleda había iniciado su incursión en el mundo de las letras con la creación del periódico El Independiente, que fundó durante su época de universitario en Popayán. 
Fue elegido presidente de la Confederación Granadina en 1861, pero no pudo gobernar por un golpe de Estado ocurrido un mes después de posesionarse. Fue asesinado el 13 de noviembre de 1862, víctima de una emboscada en la Sierra de Berruecos, al sur de la actual Colombia, cuando regresaba victorioso de la Batalla de Tulcán, en el Ecuador.
Arboleda es considerado como uno de los poetas románticos más influyentes de su país, y como un líder clave del catolicismo colombiano y del Partido Conservador. Pese a sus ideales humanistas, también era un destacado defensor del esclavismo, base de su inmensa fortuna.

## Biografía

### Inicios
Julio Arboleda nació en Timbiquí, Provincia de Popayán, el 9 de junio de 1817, en plena campaña de reconquista de los españoles del territorio de la actual Colombia. Pese a que sus padres eran miembros de la aristocracia de Popayán, su padre lideró el exilio de su familia a las minas del Pacífico, que eran de su propiedad, por la victoria del virrey español Juan de Sámano, puesto que los Arboleda eran patriotas.
Años después dijo Julio de su lugar de origenː

"Yo nací en un desierto, en medio de las selvas incultas que orlan el mar Pacífico"

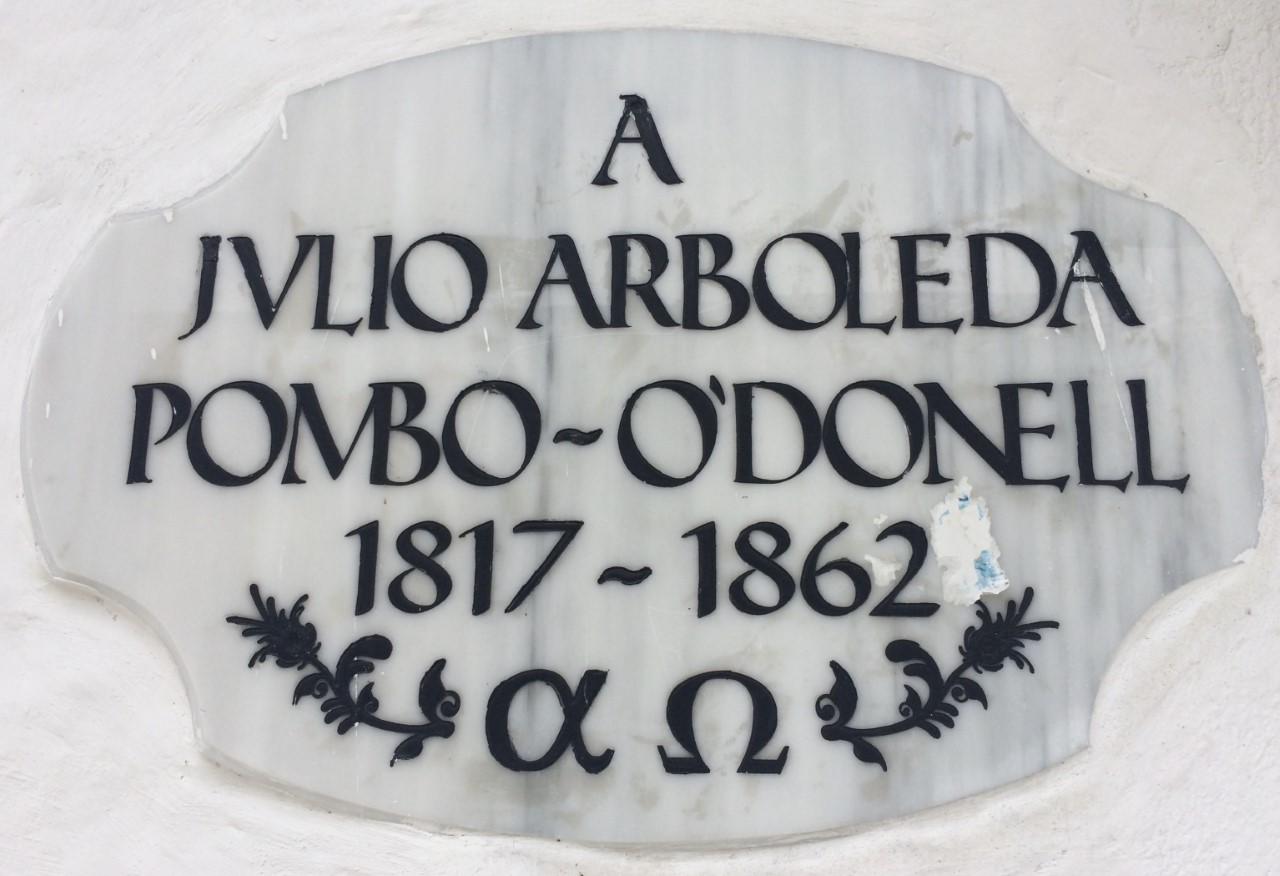
Placa conmemorativa en la casa que habitó Arboleda en Popayán.

Pasada la crisis social, la familia Arboleda regresó a Popayán, en donde Julio y su hermano se instruyeron al amparo de su abuela materna, Beatriz O'Donnell y Anethant y de su preceptor, Manuel María Luna. Arboleda aprendió español con su abuelo, y francés con su abuela. Nunca asistió a una escuela, dado que fue educado en su casa.

### Trayectoria académica
Su padre estaba enfermo desde hacía varios meses y en 1830 viajó por encargo diplomático a Europa con Julio, de 11 años, quien se instaló con parientes en Londres y  Oxford, donde continuó sus estudios bajo un preceptor irlandés e hizo primeras publicaciones en periódicos británicos. Su padre murió en Pisa, Italia, en 1831. 
Tras culminar sus estudios en Europa (alcanzando dominio en el idioma inglés y el título de Bachiller en artes) regresó a Popayán en 1836 y estudió por dos años Jurisprudencia en la Universidad del Cauca, sin llegar a culminar sus estudios. El escritor español Marcelino Menéndez Pelayo describió a Arboleda en esta etapa de la siguiente manera:

"Cuando regresó de Inglaterra a su tierra natal competían en él las dotes del scholar con las del gentleman, pero nunca pudo ser el cultivo de las letras su ocupación principal, salvo en el período relativamente pacífico de 1842 a 1850, en que vivió en sus haciendas de Popayán. Así es que de su obra literaria apenas tenemos más que reliquias. 
Sus poesías sueltas son casi todas de amor o de política, impregnadas las unas de una sumarísima ternura, de una como devoción petrarquesca y espiritualista; rebosando las otras férvidas indignaciones, entusiasmo bélico, odio y execración a toda tiranía. Pero la gran reputación de Arboleda no descansa tanto en sus versos líricos cuanto en los fragmentos de su poema Gonzalo de Oyón que, incompleto y todo, es el más notable ensayo de la poesía americana en la narración épica."
Marcelino Menéndez Pelayo

Entre 1838 y 1839 se dedicó a la enseñanza en la Universidad del Cauca, dictando las cátedras de literatura y derecho. En 1842 publicó el periódico local El Patriota y en 1843 El Payanés. Acompañó a su tío Lino de Pombo y a Florentino González en la redacción de El Siglo. Encabezó la oposición al presidente José Hilario López a través del periódico El Misóforo. 
Durante su breve estadía en Lima, Arboleda también estuvo dedicado al periodismo, a través de la redacción de El intérprete del pueblo.

### Guerra de los Supremos
En 1839, ya en Colombia, al estallar la Guerra de los Supremos, Arboleda tomó parte activa en defensa del gobierno ministerial de José Ignacio de Márquez y luego de Pedro Alcántara Herrán contra las fuerzas de José María Obando. Se enlistó en las filas del ejército, donde alcanzó el rango de General, llegando a desempeñarse como Jefe de la VI División. 
El gobierno salió victorioso de la escaramuza, pero generó la división permanente entre los futuros liberales y conservadores, bando último al que se adhirió Arboleda (y rival del ex ministerial presidente Tomás Cipirano de Mosquera), siendo uno de los miembros fundadores del Partido Conservador Colombiano junto con Vicente Holguín Sánchez y su cuñado Manuel María Mallarino, Rufino Cuervo, el expresidente Herrán, y los fundadores José Eusebio Caro y Mariano Ospina Rodríguez.

### Guerra civil de 1851
Arboleda fue uno de los promotores de la guerra civil de 1851 en Colombia, donde grupos de esclavistas se sublevaron contra el gobierno nacional por la abolición de la esclavitud, Arboleda fungió como general en dicho conflicto y su hermano Sergio Arboleda fue un destacado ideólogo a favor del desarrollo de tal conflicto Siendo presidente José Hilario López, los liberales neogranadinos, inspirados por las ideas de la Revolución de 1848, impulsaron una serie de medidas como la ampliación de la libertad de prensa, la reglamentación de los juicios de imprenta, la abolición definitiva de la esclavitud, la subordinación de los tribunales eclesiásticos a la autoridad civil o la potestad de los cabildos para nombrar curas y párrocos que culminaron con una segunda expulsión de los jesuitas del territorio colombiano, en mayo de 1850, que reivindicaba la pragmática sanción de abril de 1767 de Carlos III. 
El conjunto de intereses que afectaban estas reformas liberales estaba bastante concentrado en la Iglesia, pero también se sentían dañados los hacendados sureños, que favorecían la persistencia de la esclavitud o formas semifeudales de explotación del trabajo rural y algunos monopolios, como el del cultivo del tabaco. La Iglesia católica, por medio de su arzobispo, Manuel José Mosquera, y el propio Arboleda, quien sumaba al conflicto viejos agravios regionales y políticos, se opuso al gobierno de López
En 1854 fue elegido congresista por sus dotes oratorios, llegando a ser presidente de la corporación. En este cargo, Arboleda fue el encargado de tomar la juramentación del vicepresidente Manuel María Mallarino, a quien se le encargó del poder ejecutivo por el vacío de poder dejado por el derrocamiento de José María Obando y la ascensión del vicepresidente José de Obaldía a la presidencia interina.
Fue elegido representante por Cundinamarca en el Congreso, para el período 1858-1860, ocupando la presidencia del Senado entre 1859 y 1860. Acabada su labor legislativa, viajó de nuevo a Europa y se instaló en París para darle una mejor educación a sus hijos, permaneciendo allí brevemente.

### Guerra civil de 1860 y candidatura presidencial
En 1860 se alzaron en armas los liberales liderados por el expresidente Mosquera (quien era pariente de Julio) en contra del presidente Mariano Ospina Rodríguez. Éste llamó desde Europa a Arboleda, quien a su llegada a Colombia se puso al frente de los ejércitos del sur, comandando la Sexta División. Su ferocidad le permitieron recuperar para el gobierno las importantes ciudades costeras de Santa Marta y Panamá. El 10 de agosto de 1861 Arboleda tomó Popayán entrando por Tumaco, pero para 1862 se vio obligado a retroceder ante el avance de los liberales.
Según el historiador de su familia, Gustavo Arboledaː

"(La campaña fue) larga y tenaz fue la campaña que aquí sostuvo, escribiendo páginas que ilustran la historia militar, pero que también incluyen actos de extremado rigor, que apenas se explican como crueles represalias en épocas de pasiones desencadenadas."

Paralelamente, y pese al conflicto, se realizaron las elecciones presidenciales de 1861 entre dos conservadores, ya que los liberales estaban enfrascados en la guerra total contra el estado y no se reconocieron como actores políticos legítimos. Julio Arboleda, apoyando por los ospinistas, se enfrentó en esos comicios al expresidente Herrán, yerno del expresidente Mosquera, y terminó venciéndolo con amplia mayoría.  
Sin embargo, por no haberse podido reunir el Congreso en 1861 -ya que la ley de la época establecía que era atribución del Congreso escrutar las elecciones, proclamar al presidente electo y darle posesión el 1 de abril-, y ante la ausencia también de los dos designados, tuvo que asumir la jefatura de Estado el procurador general del país, Bartolomé Calvo, conservador ospinista.

### Breve presidencia (1861)

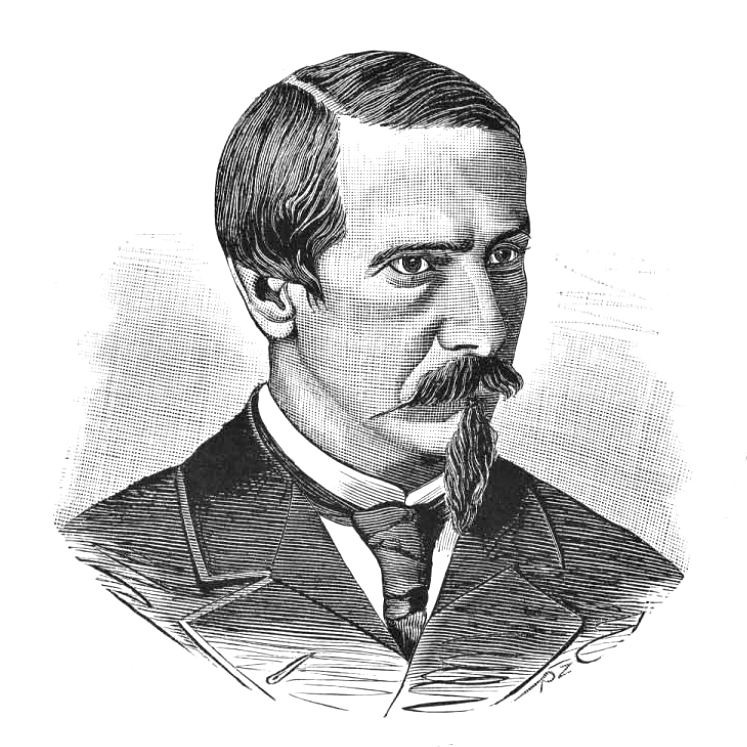
Grabado póstumo de Arboleda para Papel Periódico Ilustrado, 1883.

En junio Mosquera tomó Cartagena, donde se encontraba el procurador Calvo, y lo puso bajo arresto. En consecuencia, pese a ser el presidente electo, Arboleda fue nombrado nuevo procurador general y en calidad de tal asumió como presidente de la Confederación Granadina, el 10 de junio de 1861. Sin embargo su presidencia fue muy breve, porque Mosquera tomó Bogotá y obligó Arboleda a capitular a su favor, el 18 de julio de 1861. 

### Regreso a las hostilidades
En 1862, Arboleda derrotó al Presidente de Ecuador, Gabriel García Moreno, en la Batalla de Tulcán. En dicha batalla fue decisivo el desempeño del líder político caucano Miguel Arroyo Hurtado y de dos coroneles, José Antonio Eraso y José Francisco Zarama, quienes tomaron preso a García Moreno, acción por la cual Arboleda ascendió a generales a estos últimos. 
Esta victoria cerró su última batalla en vida: conocedor de los planes de Arboleda de regresar al norte de Colombia por la vía de Berruecos, el general Zarama hizo lo posible para evitar que su amigo corriera ese riesgo, atravesando el mismo sector en el cual había sido asesinado el mariscal Antonio José de Sucre 30 años atrás, pero Arboleda no oyó sus consejos y decidió asumir el paso, error que le costaría la vida.

#### Asesinato
Al pasar cerca al sitio del Arenal para dirigirse de nuevo a Popayán, el 12 de noviembre de 1862, tres hombres del liberalismo -que estaban ocultos entre la vegetación- lo emboscaron y le dispararon en el pecho varias veces. Nunca se logró esclarecer la autoría intelectual del crimen, porque sólo se logró establecer que su asesino fue Juan López, individuo caucano. Arboleda falleció por las heridas recibidas el 13 de noviembre de 1862, a los 45 años.
El cadáver de Julio Arboleda fue trasladado a Popayán, donde se le prodigó una multitudinaria despedida. "En medio del templo y sobre un catafalco velado por ocho ninfas vestidas de duelo, en representación de los ocho Estados de la República, se colocó en una urna el corazón del finado general, entre varios emblemas, como trofeos de sus virtudes y talentos". Los restos de Julio Arboleda reposan en el Panteón de los Próceres de Popayán.
Con su asesinato y su frustrada presidencia, el liberalismo se hizo un poderoso poder en el país, y el conservatismo perdió la oportunidad de mantener el poder con un líder sólido como Arboleda, ya que el expresidente Ospina escapó a Guatemala, luego de que cayera preso a manos de Mosquera, huyendo de una pena de muerte segura. Eso dio paso a la llamada Primera República liberal, hasta las elecciones presidenciales de 1880.

## Homenajes

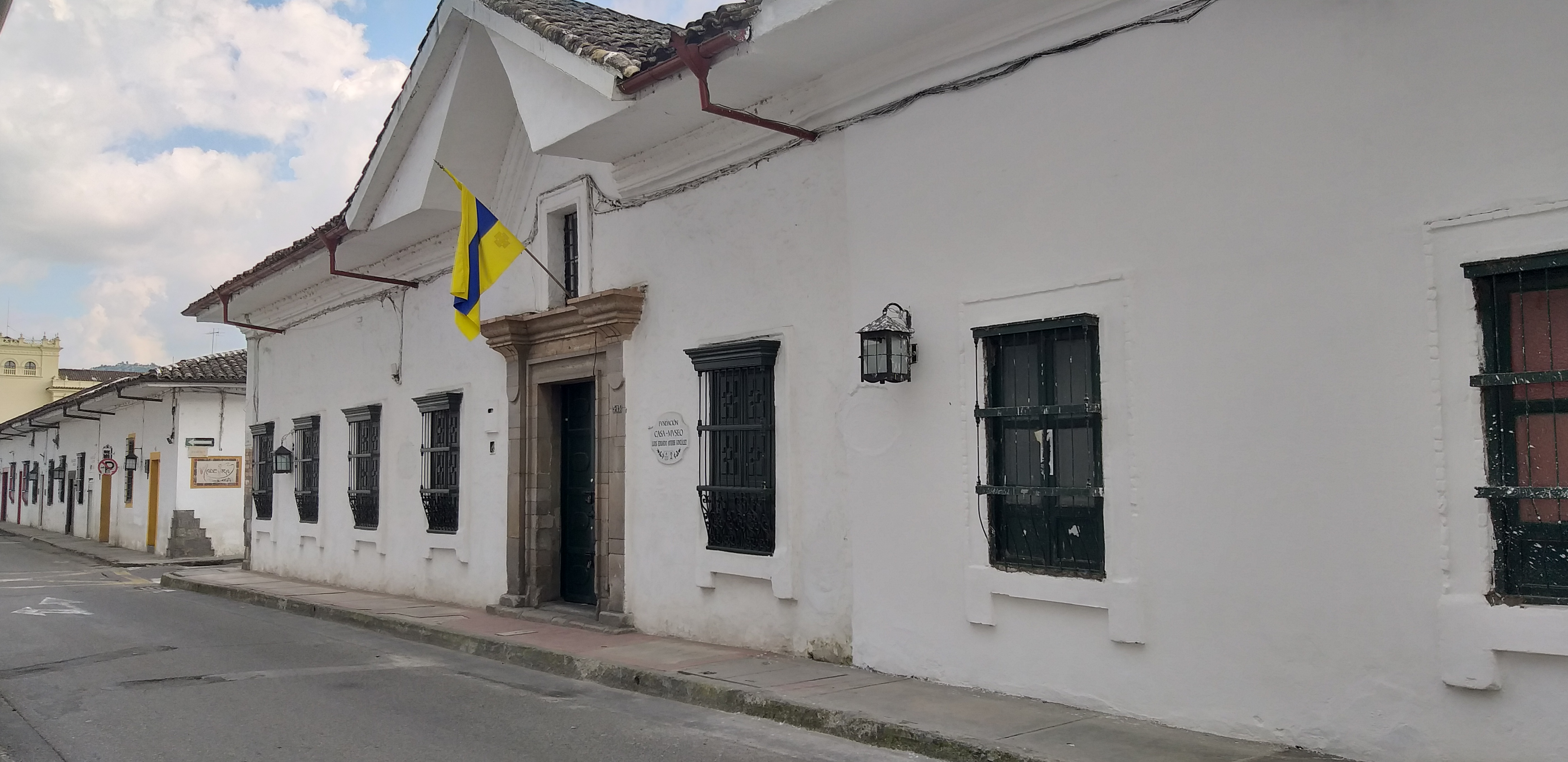
Casa donde habitó en el Centro Histórico de Popayán

El municipio de Arboleda, en Nariño, fue llamado así en honor a Julio Arboleda, ya que su cabecera municipal, Berruecos, fue donde cayó herido de muerte Arboleda.
Un parque lleva su nombre en la ciudad de Popayán, donde también se yergue una estatua suya. En el centro histórico de esa misma ciudad se conserva la casa de sus padres, construida en el siglo XVIII. En ella se alojó en dos ocasiones Simón Bolívar, amigo de los padres de Arboleda, en cuya hacienda Japio (al norte de Popayán) solía igualmente pasar temporadas de descanso.

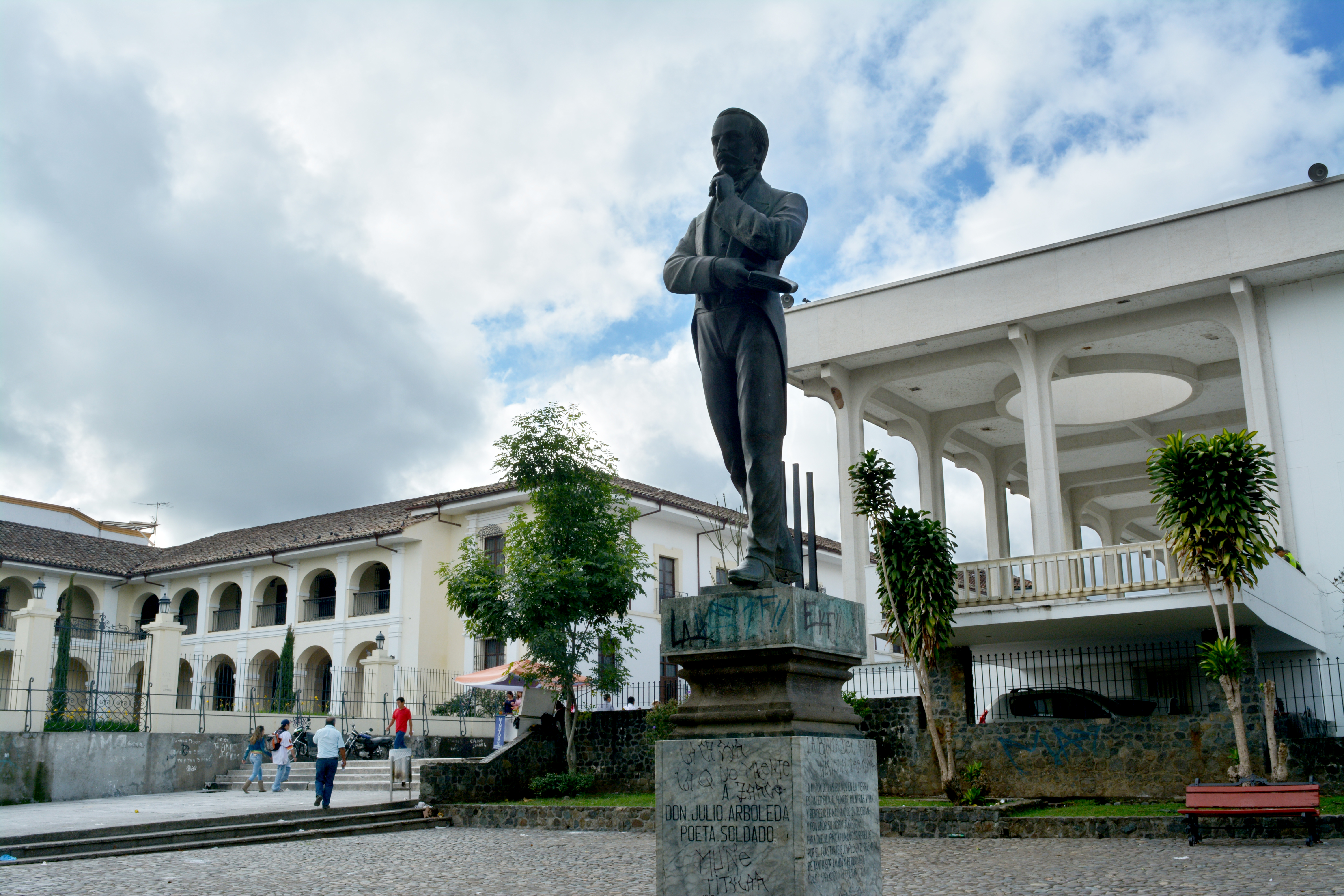
Monumento a Julio Arboleda, en la ciudad de Popayán.

La residencia que hizo construir Arboleda junto a la de sus padres en la Calle de la Pamba también se conserva intacta y fue declarada monumento nacional. Una placa en la fachada principal anuncia el nombre de quien fuera su propietario y más ilustre residente. En el año 2019, el inmueble fue acondicionado para albergar las colecciones de la Fundación Casa Museo Luis Eduardo Ayerbe González.
Un retrato al óleo de Arboleda, obra de Ricardo Acevedo Bernal, orna las paredes del Concejo Municipal de Popayán, enmarcado en fina hojilla de ébano. La Administración Postal Nacional de Colombia rindió tributo en 1966 a la memoria de Arboleda mediante la emisión de una estampilla o sello postal con su efigie (la imagen inicial el artículo) junto con una espada y una lira sobre un pergamino y una rosa, en alusión a su conocido apodo de "el poeta soldado". 
Un busto en mármol de Arboleda fue donado por Popayán a Bogotá en 1910 y ubicado en el Parque de la Independencia. Desconocidos profanaron el monumento en 2003 y hurtaron el busto. En Bogotá, el edificio de la sede principal del Fondo Rotatorio de la Policía Nacional (Fopro) lleva su nombre.

## Vida privada

### Esclavismo
Una faceta que genera aguda controversia respecto de la figura de Arboleda es su papel en el seno de la sociedad esclavista de Popayán. Al igual que otras familias de la región, la riqueza y el patrimonio económico de la familia Arboleda se basó en gran medida en la mano de obra de negros esclavizados para trabajar sus haciendas y minas. Los Arboleda y la esclavitud tuvieron una relación rastreable por lo menos hasta 1570 con Jacinto de Arboleda (Ver: Mateo Mina, "Esclavitud y Libertad en el valle del río Cauca", 1976, pag. 35).
En 1846, temeroso del clima de revueltas de los negros esclavizados en Colombia y buscando mantener el 'patrimonio' familiar, vendió en el Perú a 99 adultos esclavizados y 113 niños esclavizados por $31.410 pesos de la época. Tras la abolición de la esclavitud su patrimonio se vio golpeado, sus haciendas carecieron de mano de obra y algunas de sus tierras dejaron de ser trabajadas. Paradójicamente, su tío abuelo Antonio Arboleda y Arrachea, fue uno de los firmantes del primer proyecto de ley de manumisión de esclavos en Antioquia en 1814, siendo gobernante Juan del Corral.

### Familia

#### Su parentela

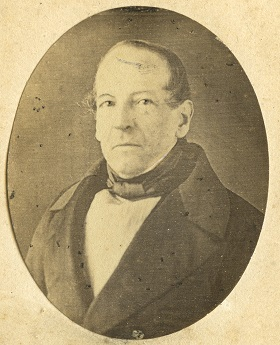
Lino de Pombo, su tío materno.

Fue el primogénito de una de las familias más notables de Popayán: vivió un período en el que las guerras civiles y buena parte de los destinos de la república, se decidían en dos cuadras -tal vez sólo una- de la calle de la Pamba. Sus parentescos son complejos, y lo convierten en pariente de Tomás Cipriano de Mosquera, Francisco José de Caldas, Ezequiel Hurtado, Pedro Agustín de Valencia y Antonio Arboleda y Arrachea. Veamos: 

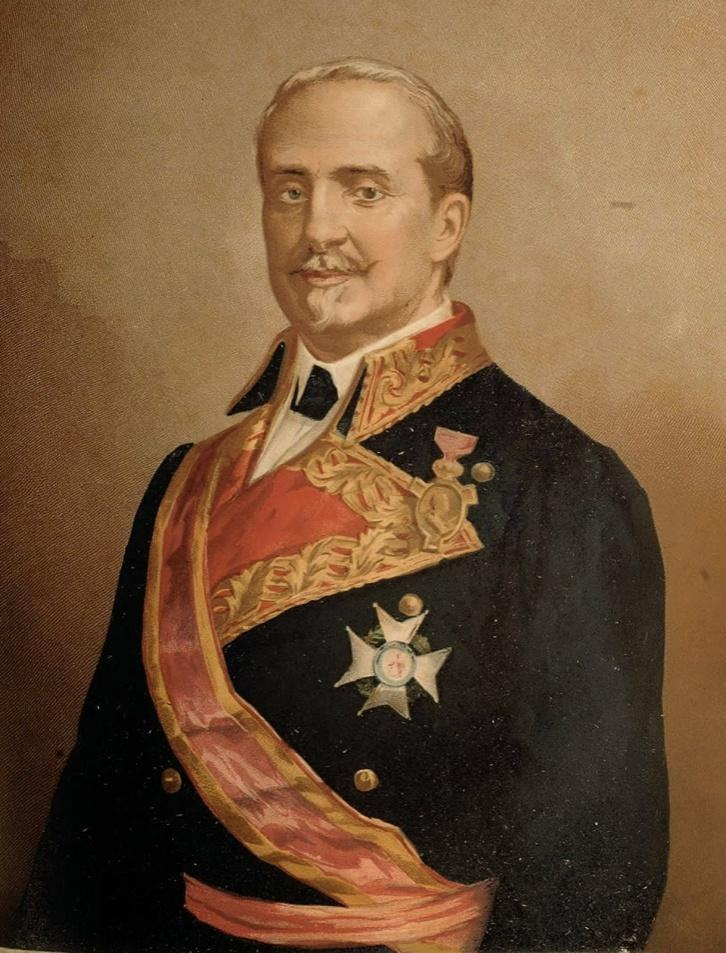
Leopoldo O'Donnell, su tío abuelo materno.

Julio se preciaba de ser sobrino del político Miguel de Pombo y Pombo, «cuya sangre derramada en la plaza de Bogotá fecundó el árbol de la libertad». De hecho Julio y Miguel eran primos en segundo grado por línea materna, ya que el abuelo de Julio (Manuel Pombo y Ante) y la madre de Miguel (Petronila Pombo y Ante) eran hermanos, ambos hijos de Esteban Pombo y López. En ese sentido, Matilde (la madre de Julio) y Miguel eran primos directos. Julio estaba también emparentado por con el poeta Rafael Pombo, quien era hijo de Lino de Pombo O'Donnell, su tío.

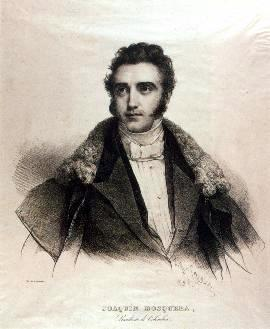
Joaquín Mosquera, tataranieto de su bisabuelo.

Julio también afirmaba ser primo de Francisco de Ulloa, sobrino del científico Francisco José de Caldas, y sobrino nieto del militar español Enrique José O'Donnell, Conde de La Bisbal. Primero, respecto de su parentesco con Caldas, la madre del científico (Vicenta Tenorio y Arboleda) era nieta de Francisco Arboleda y Vergara, quien a su vez era bisabuelo paterno de Julio. Respecto de  parentesco con O'Donell (u O'Donnell), está demostrada la conexión porque Enrique era hermano de su abuela Beatriz.
Comprobada también está la conexión con los Arboleda, ya que era sobrino nieto del prócer de la independencia de Colombia Antonio Arboleda y Arrachea, y sobrino de la esposa de Manuel María Mosquera y Arboleda, gemelo del sacerdote católico Manuel José Mosquera -y hermano de los militares Joaquín y Tomás Cipriano de Mosquera; los 4 hermanos eran hijos del político español Joaquín Mosquera y Figueroa-. Adicionalmente el bisabuelo de Julio, Francisco Arboleda era tatarabuelo de los hermanos Mosquera, y bisabuelo de Joaquín de Mosquera, tío de los hermanos Mosquera.

#### Familia directa
Julio era hijo del rico hacendado caucano José Rafael Arboleda Arroyo y de Matilde Pombo O'Donell. Su único hermano era Sergio Arboleda, quien llegó a ser rector de la Universidad del Cauca, alma mater de ambos hermanos.
Su madre era descendiente de la noble hispano irlandesa Beatriz O'Donell, sobrina del noble Enrique O'Donnell, prima de Leopoldo O'Donnell, y descendiente del noble irlandés Calvagh O'Donnell. Por otro lado su padre estaba emparentado con Pedro Agustín de Valencia, Antonio Arboleda y Arrachea, y con los hermanos Joaquín, Tomás Cipriano, Manuel José y Manuel María Mosquera.

### Matrimonio y descendencia
Como era común entre las élites de su época, en las que predominaba la endogamia, Arboleda contrajo matrimonio con su parienta Sofía Mosquera y Hurtado, con quien tuvo 10 hijos: Rafael, Beatriz, Julián, Inés, Gonzalo y Daniel (gemelos), Pedro Pablo, Sofía, Julio, Cecilia, Jorge y Hernando Arboleda Mosquera. 
Además, el historiador Gustavo Arboleda, descendiente de la familia, indica la existencia de un hijo extramatrimonial de Julio Arboleda: El militar con rango de general durante la Guerra de los Mil Días, Henrique Arboleda Cortés, quien además de tener constante comunicación con sus hermanos medios, era amigo y compañero  de armas del General Jorge Holguín.
Su primogénito, Rafael Arboleda, se casó con Paulina Cheyne; la primera hija, Beatriz Arboleda, lo hizo con Gabriel Vengoechea - de la misma familia de Manuel de Vengoechea, Daniel Arboleda con Emilia Umaña, y Gonzalo con Mercedes Ospina Camacho.
Por su parte su octava hija, Sofía Arboleda, contrajo nupcias con el periodista y artista polímata Alberto Urdaneta, de la promiente familia de los Urdaneta, a la que pertenecía también Roberto Urdaneta, quien se casó con Clemencia Holguín, hija de Cecilia Arboleda con Jorge Holguín. Con Alberto, Sofía no tuvo descendencia, ya que murió prematuramente a los 22 años.
Su décima hija, Cecilia Arboleda se casó con el político conservador Jorge Holguín Mallarino, quien junto a su hermano, el también conservador Carlos Holguín Mallarino eran sobrinos del político conservador Manuel María Mallarino. Beatriz Arboleda contrajo nupcias con Gabriel Vengoechea, y Julio Arboleda se casó con Manuela Sanz de Santamaría Valenzuela.

## Obras
- Los jesuitas. Bogotá: Imprenta de M. Sánchez Caicedo (1848).